# Dmitri Andrejewitsch Zyganow
Dmitri Andrejewitsch Zyganow (russisch Дмитрий Андреевич Цыганов; * 18. Februar 1989 in Swerdlowsk, Russische SFSR) ist ein russischer Eishockeyspieler, der seit 2017 beim HK Sokol Krasnojarsk in der Wysschaja Hockey-Liga unter Vertrag steht.

## Karriere
Dmitri Zyganow begann seine Karriere als Eishockeyspieler beim HK ZSKA Moskau, für dessen zweite Mannschaft er in der Saison 2005/06 in der drittklassigen Perwaja Liga aktiv war. Anschließend wechselte er in seine Heimatstadt zu Awtomobilist Jekaterinburg, für dessen Profimannschaft er von 2006 bis 2009 in der Wysschaja Liga, der zweiten russischen Spielklasse, spielte. Die Saison 2009/10 begann er beim russischen Zweitligisten ZSK WWS Samara, schloss sich im Dezember 2009 jedoch dem HC Energie Karlovy Vary aus der tschechischen Extraliga an, für den er in den folgenden eineinhalb Jahren in 23 Spielen je ein Tor und eine Vorlage erzielte. Parallel spielte er als Leihspieler in der 1. Liga, der zweiten tschechischen Spielklasse, für den SK Kadaň und den HC Chrudim. 
Zur Saison 2011/12 wurde Zyganow von seinem Ex-Klub Awtomobilist Jekaterinburg aus der Kontinentalen Hockey-Liga verpflichtet. 

## Extraliga (Tschechien)-Statistik
(Stand: Ende der Saison 2010/11)